# Habranthus irwinianus
Habranthus irwinianus är en amaryllisväxtart som beskrevs av Pierfelice Ravenna. Habranthus irwinianus ingår i släktet Habranthus och familjen amaryllisväxter. Inga underarter finns listade i Catalogue of Life.